# Okręg Thierstein
Thierstein (niem. Bezirk Thierstein) – okręg w Szwajcarii, w kantonie Solura, w jednostce administracyjnej (Amtei) Dorneck-Thierstein. Siedziba okręgu znajduje się w miejscowości Breitenbach.  
Okręg składa się z dwunastu gmin (Gemeinde) o powierzchni 102,27 km² i o liczbie mieszkańców 14 907.

## Gminy
1. Bärschwil
2. Beinwil
3. Breitenbach
4. Büsserach
5. Erschwil
6. Fehren
7. Grindel
8. Himmelried
9. Kleinlützel
10. Meltingen
11. Nunningen
12. Zullwil